# بلقيس ملكة سبأ (مسلسل)
بلقيس هو مسلسل درامي تاريخي تشويقي ورومنسي ، من إنتاج المركز العربي للإنتاج الإعلامي - الأردن، إنتاج عدنان العوامله، المنتج المنفذ طلال العوامله، كتابة رشيد خصاونه، إخراج باسل الخطيب، بطولة صبا مبارك، أسعد فضة، منذر رياحنة، وغسان مسعود.
يقدم العمل، الذي يتخذ من أرض اليمن مسرحاً لأحداثه، سيرة 'بلقيس'، الأميرة الحميرية وملكة سبأ، باعتبارها رمزاً لعصرها، ومحركاً رئيسياً لأحداث العمل، الذي تناول واحدة من أهم فترات تاريخ اليمن القديم التي شهدت توترات عسكرية وحروب قبلية، والتي استطاعت فيها بلقيس بذكائها وحكمتها، أن تنتصر فيها، وتوحد البلاد تحت قيادتها حتى عرف اليمن في عهدها باسم اليمن السعيد.
يعد من الأعمال الدرامية النادرة التي يكون فيها للمرأة دور البطولة المطلقة.

## قصة المسلسل
تبدأ الحكاية في السنوات الأخيرة من عهد الملك الهدهاد (والد بلقيس)، الذي كان متسلطًا وضعيفًا في الوقت ذاته، والذي شهدت البلاد في عهده ضعفًا شمل مختلف نواحي الحياة العسكرية والاقتصادية والإدارية. في وقت أدى التناحر بين رؤساء القبائل اليمنية والحبشية إلى الاستخفاف بالدولة المركزية وعدم سيطرتها على مقاليد الأمور، ويفقد الملك ولي عهده أسيرًا في الحبشة قبل أن يستبد به المرض ويتوفى ليترك العرش إلى ابنته بلقيس; التي تسطّر أهم فترات تاريخ اليمن القديم بعد أن كانت مملكة ضعيفة عسكرياً واقتصادياً وإدارياً فتحرز الانتصارات العسكرية وتخمد الحروب القبلية وترتقي باقتصاد اليمن إلى أعلى المستويات حتى سمي عهدها باسم اليمن السعيد. تسطّر عهداً جديداً لمملكة اليمن.

## بطولة
صبا مبارك، أسعد فضة، عبير عيسى، منذر رياحنة، أحمد العمري، داوود جلاجل، هشام هنيدي، مارغو حداد، علي صطوف، اشرف فرح، حابس حسين، وحسين درويش.

## الجوائز
أحرز المسلسل جائزة الإبداع الذهبية وشهادة تقدير وجائزة مالية لأفضل ديكور في مهرجان القاهرة العربي للإعلام - 2009 ، وجائزة دبي للدراما العربية في مهرجان دبي للإعلام في ذات العام (2009).